# Liste der Baudenkmale in Kuckssee
In der Liste der Baudenkmale in Kuckssee sind alle denkmalgeschützten Bauten der Gemeinde Kuckssee (Mecklenburg-Vorpommern) und ihrer Ortsteile aufgelistet. Grundlage ist die Veröffentlichung der Denkmalliste des Landkreises Mecklenburgische Seenplatte (Auszug) vom 20. Januar 2017.

## Baudenkmale nach Ortsteilen

### Krukow
| ID  | Lage                         | Bezeichnung              | Beschreibung | Bild           |
| --- | ---------------------------- | ------------------------ | ------------ | -------------- |
| 307 | Alte Dorfstraße 23, Friedhof | Kriegerdenkmal 1914/1918 |              |                |
| 308 | Alte Dorfstraße 23 (Karte)   | Kirche                   |              | Weitere Bilder |
| 306 | Rabenallee 3                 | Glocke am Wasserturm     |              |                |

### Lapitz
| ID  | Lage                                | Bezeichnung                                           | Beschreibung | Bild           |
| --- | ----------------------------------- | ----------------------------------------------------- | ------------ | -------------- |
| 321 | Am Teichgarten 14 (hinter dem Haus) | Pumpe                                                 |              |                |
| 322 | Friedhof                            | Reste der Friedhofsmauer aus Feldstein mit 3 Portalen |              |                |
| 323 | Friedhof (Karte)                    | Kirche                                                |              | Weitere Bilder |

### Puchow
| ID  | Lage                               | Bezeichnung                                          | Beschreibung | Bild                    |
| --- | ---------------------------------- | ---------------------------------------------------- | --- | ----------------------- |
| 658 | Dorfallee 1/2                      | Doppelwohnhaus mit                                   | |                         |
| 658 | Dorfallee 1/2                      | rückwärtigem Nebengebäude                            | |                         |
| 659 | Dorfallee 3/4/5                    | eingeschossiges Mehrfamilienwohnhaus                 | |                         |
| 660 | Dorfallee 8/9                      | Doppelwohnhaus mit                                   | |                         |
| 660 | Dorfallee (Flur 4, Flurstück 55/1) | Wirtschaftsgebäude (ehem. Fohlenstall des Gutshofes) | |                         |
| 661 | Dorfallee 24/25                    | Doppelwohnhaus mit                                   | |                         |
| 661 | Dorfallee 24/25                    | rückwärtigem Nebengebäude                            | |                         |
| 662 | Dorfallee 26/26A                   | Doppelwohnhaus (ehem. Dorfschule)                    | |                         |
| 663 | Dorfallee                          | Kopfsteinpflasterung                                 | |                         |
| 664 | Friedhof am Wokuhl-See             | Einfriedung der Grabstätte der Fam. von Buenger      | |                         |
| 665 | Friedhof am Wokuhl-See             | Glockenstuhl mit Glocke                              | |                         |
| 666 | Friedhof am Wokuhl-See             | Portal                                               | |                         |
| 668 | Friedhof am Wokuhl-See             | Kriegerdenkmal 1914/18                               | |                         |
| 667 | Parkstraße 5 (Karte)               | Gutsanlage mit Gutshaus                              | Gutsanlage mit Gutshaus: 2-gesch., 13-achs., unsanierter Putzbau von 1910 mit Sockelgeschoss, Mansarddach, barockisierenden Mittelrisalit mit Säulenvorbau und Altan sowie 3-gesch. seitl. Türmchen; 1945–1990 Kulturakademie Neubrandenburg, danach Verfall; Gut u. a. der Familien von Maltzahn (ab 1878) und Dr. Adolf von Buengner (1908–1945). | Gutsanlage mit Gutshaus |
| 667 | Parkstraße                         | Zufahrt mit Kopfsteinpflasterung                     | |                         |
| 667 | Dorfallee 10                       | 1. Torhaus                                           | |                         |
| 667 | Dorfallee 11                       | 2. Torhaus                                           | |                         |
| 667 | Dorfallee 12                       | Verwalterhaus                                        | 1-gesch. Putzbau mit Mansarddach, Fachwerkelementen und Dachreiter |                         |
| 667 | Lukower Straße 2                   | 1. Wirtschaftsgeb. (Nordseite)                       | |                         |
| 667 | an der Lukower Straße              | 2. Wirtschaftsgeb. (Nordseite)                       | |                         |
| 667 | Parkstraße 6                       | 3. Wirtschaftsgeb. (Nordseite)                       | |                         |
| 667 | an der Parkstraße                  | 4. Wirtschaftsgeb. (Nordseite)                       | |                         |
| 667 | an der Parkstraße                  | 5. Wirtschaftsgeb. (Nordseite)                       | |                         |
| 667 | Lukower Straße 1                   | 6. Wirtschaftsgeb. (Nordseite)                       | |                         |
| 667 | Parkstraße 1                       | 1. Wirtschaftsgeb. (Südseite)                        | |                         |
| 667 | Parkstraße 1/2/3                   | 2. Wirtschaftsgeb. (Südseite)                        | |                         |
| 667 | Parkstraße 4                       | 3. Wirtschaftsgeb. (Südseite)                        | |                         |
| 667 | Parkstraße 4                       | Rest der ehemaligen Gärtnerei                        | |                         |
| 667 | Parkstraße 4                       | Einfriedung                                          | |                         |
| 667 | Parkstraße 4                       | Heizhaus                                             | |                         |
| 667 | Parkstraße                         | Rest einer Einfriedung                               | |                         |
| 667 | Parkstraße 6                       | einem Eiskeller                                      | |                         |
| 667 | Dorfallee 11                       | einem Mauerstück                                     | |                         |
| 667 | Parkstraße                         | Resten d. ehem. Landschaftsparks                     | |                         |

## Quelle
- Karte der Baudenkmale im Geoportal des Landkreises